# Achuar

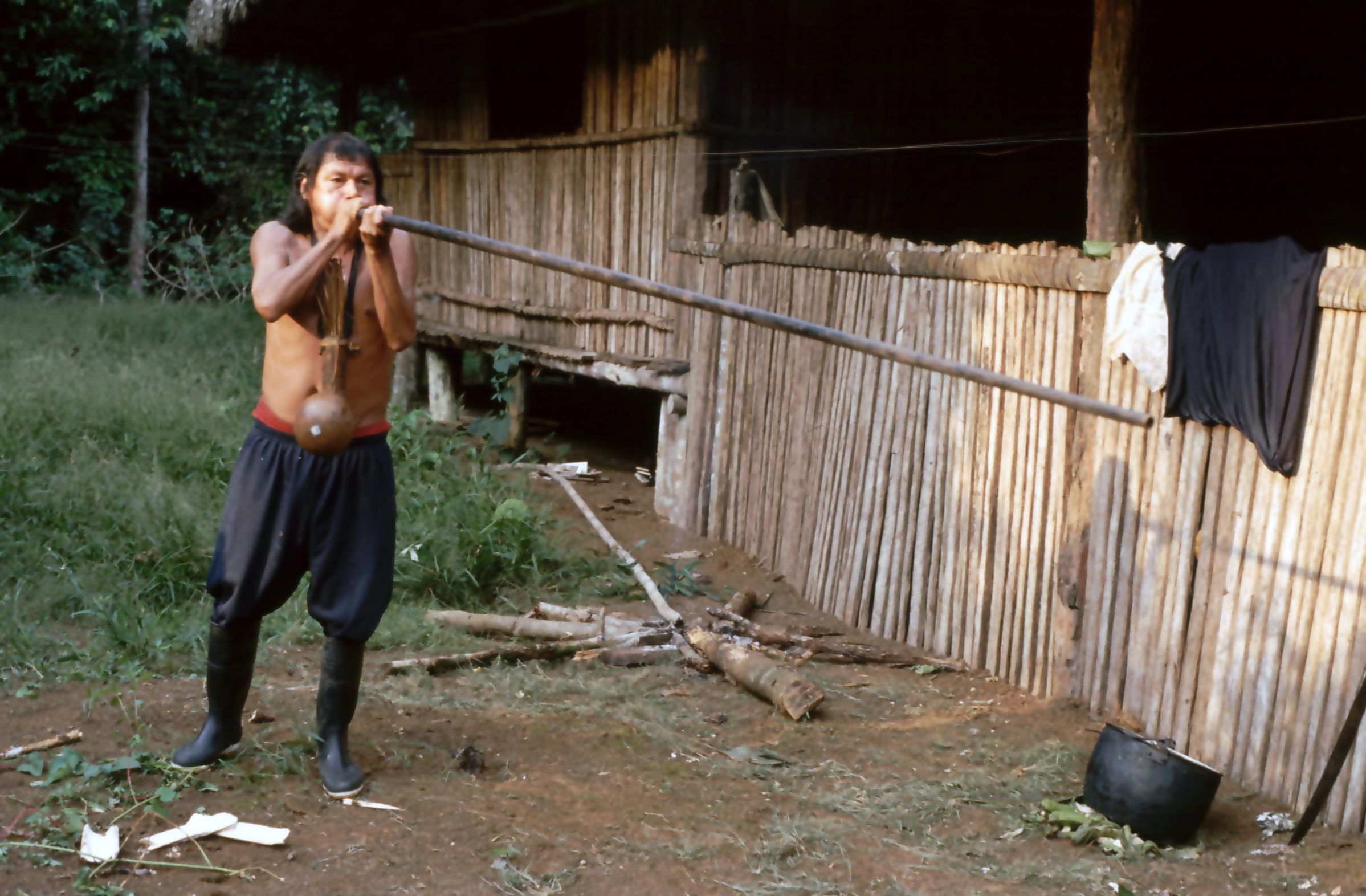
Indianin Achuar z dmuchawką

Achuar (czyt. Aczuar), endoetnonim: aents, egzoetnonimy: Achual, Achuala – indiańska grupa kulturowo-językowa z amazońskiej rodziny językowej jívaro, zamieszkująca dorzecze rzek Pastaza i Morona na pograniczu ekwadorsko-peruwiańskim. Obecnie grupa kulturowo-językowa Achuar liczy ok. 5500 osób. Jako jedna z czterech grup kulturowo-językowych rodziny językowej jívaro Indianie Achuar praktykowali kulturowo unormowane działania wojenne polegające na tzw. polowaniu na głowy niezbędnych do rytuału tsantsa. Współcześnie rzadko stosują oni przemoc fizyczną, która niemal zupełnie zastąpiona została na przemoc symboliczną. Ich gospodarka opiera się na kopieniactwie, łowiectwie i rybołówstwie.

## Życie
Żyją rozproszeni w domostwach zorganizowanych w ponad lokalne struktury, które Descola określa, jako nexus endogamiczny (endogamous nexus). W skład każdego zespołu wchodzi od dziesięciu do piętnastu domostw, których członków łączą wzajemne więzi pokrewieństwa i powinowactwa. Poszczególne zespoły znajdują się w niedużych odległościach od siebie i najczęściej zlokalizowane są wzdłuż rzek lub ich dopływów. Podstawową jednostką struktury społecznej Achuar jest rodzina zamieszkująca pojedyncze domostwo.
Cechą charakterystyczną każdego domu jest wysoki i stromy dach z liści palmowych. Domy Achuarów są często bardzo rozległe. Ta wielkość bierze się z dwóch powodów: każdy mężczyzna z plemienia chce być uważany za tzw. juunta, czyli dobrze sytuowanego (wyznacznikiem jest liczba żon i dzieci, które mieszczą się w budynku); Achuar dawniej byli łowcami głów, przez co wzbudzali niechęć sąsiednich grup i w razie napaści kilka rodzin mogło się schronić w jednym domostwie, bronionym przez wojowników.
Małżeństwa są najczęściej poligamiczne, zawierane nieraz przez krewnych lub z uprowadzonymi podczas napaści kobietami z sąsiednich plemion.
Kobiety zajmują się głównie domostwem, opieką nad dziećmi, przygotowywaniem posiłków, doglądaniem ogródków lub ewentualnie połowem ryb; mężczyźni z kolei są odpowiedzialni za polowanie, pracę w lesie, wytwarzanie narzędzi i broni oraz oczyszczanie terenu, aby powiększyć przydomowe ogródki (w sumie poświęcają na to ok. 1/3 dnia, a przez resztę prowadzą ożywione dyskusje).
Ważną rolę wśród Achuarów pełnią ogródki, gdyż stanowią nie tylko źródło pożywienia dla rodziny, ale także miejscem gdzie kobieta tworzy więź z Nunkui – duchem opiekuńczym roślin uprawnych. Również w ogrodach kobiety rodzą swoje dzieci.

## Język i wierzenia
Indianie Achuar używają własnego języka z grupy jibaro (istnieją jeszcze trzy języki używane przez sąsiednie plemiona: Shuar, Awajun i Huambisa), rozpowszechnionego na pograniczu peruwiańsko-ekwadorskim (zob. język achuale).
Wierzenia Achuarów opierają się na mieszance animizmu i szamanizmu. Bardzo ważnym elementem wierzeń jest więź z naturą. Achuarowie żyją głównie z polowań, dlatego wierzą, że pomyślne łowy zapewnić im może jedynie harmonijne współżycie ze zwierzyną, na którą polują i z jej duchami opiekuńczymi. Każdy z wojowników podchodzi do zwierzyny, na którą poluje z szacunkiem i zachowuje umiar w łowach. Oprócz tego Achuarowie wierzą, że zwierzęta mogą się porozumiewać pomiędzy sobą oraz z ludźmi. Czasami taki kontakt Indianie nawiązują poprzez tzw. podróż duszy, wywoływaną halucynogennymi napojami.
Inną ważną cechą wierzeń religijnych jest samokontrola, wpajana każdemu mężczyźnie od młodości. Poprzez samokontrolę każdy Achuar może zademonstrować swoją siłę fizyczną i psychiczną. Najlepszym miejscem do ćwiczenia samokontroli jest domostwo, gdzie mężczyzna może np. obejść się bez snu lub unikać obżarstwa, a także powstrzymywać się od nadmiernej gestykulacji wobec gości.
Achuarowie wierzą także w obecność duchów. Bardzo ważne jest bóstwo ogrodów – Nunkui. Kobiety śpiewają magiczne pieśni, tzw. anent, które umożliwiają kontakt z bóstwem oraz z roślinami. Ponieważ pieśni są bardzo osobiste, kobiety śpiewają je w myślach lub bardzo cicho. Każde anent ma podobną strukturę melodii, ale różne słowa.
Jednocześnie jednak, mimo że przydomowe ogrody są sanktuariami i domem dla Nunkui, według wierzeń Achuarów mogą być też niebezpieczne, ponieważ niektóre uprawiane rośliny (głównie zaś maniok) wykazują cechy wampiryczne. A ponieważ najłatwiejszym celem są dzieci, Indianie nigdy nie wpuszczają ich do ogródka bez opieki. Ma to związek z przekonaniem, że w ciele każdego człowieka jest tylko konkretna ilość krwi i jej zbyt duża utrata nigdy nie zostanie już odnowiona, co doprowadzi do szybkiego zgonu.
Achuarowie zgodnie z tradycją kładą zmarłą osobę w wydrążonym pniu przypominającym indiańskie łodzie. W przypadku, gdy zmarła głowa rodziny, pochówek odbywa się w środkowej części domostwa.

## Zagrożenia
W latach 60. XX wieku na terenie Amazonii odkryto złoża ropy naftowej. Główne pokłady zlokalizowane są na obszarze zamieszkałym od wieków przez plemię Achuar. Na skutek bezwzględnej polityki koncernów naftowych Achuar musieli odejść z części swojego terytorium. Wskutek tego liczba członków plemienia uległa zmniejszeniu. Przyczyniły się do tego m.in. wycieki ropy naftowej, które dodatkowo zanieczyszczają lokalne rzeki zamieszkane przez Achuar i inne plemiona. Dodatkowym zagrożeniem są choroby weneryczne, które rozprzestrzeniają pracownicy rafinerii gwałcąc indiańskie kobiety. Wszystko to sprawia, że Indianie Achuar są coraz bardziej zagrożeni przez zachodnią cywilizację.